# Шервуд (Орегон)
Шервуд (англ. Sherwood) — город в округе Вашингтон в штате Орегон в Соединённых Штатах Америки.
Согласно данным переписи населения США 2020 года число жителей города составляло 20 450 человек, что, для такого небольшого населённого пункта, существенно больше (+ 12,4 %), чем было во время предыдущей переписи, проводившейся в 2010 году (18 194 человека).

## История
Поселение было основано в 1889 году, когда было налажено железнодорожное сообщение с этими землями. Даже основателям города — семье Смокки не понравилось название «Смок-Вилль», поэтому было проведено публичное собрание, чтобы выбрать городу имя, где местный бизнесмен Роберт Александр предложил название «Шервуд». Согласно записям почтового отделения, он сам был из Шервуда, штат Мичиган, и утверждал на собрании, что как и на его родине, лес, окружавший город, был похож на Шервудский лес в Англии.

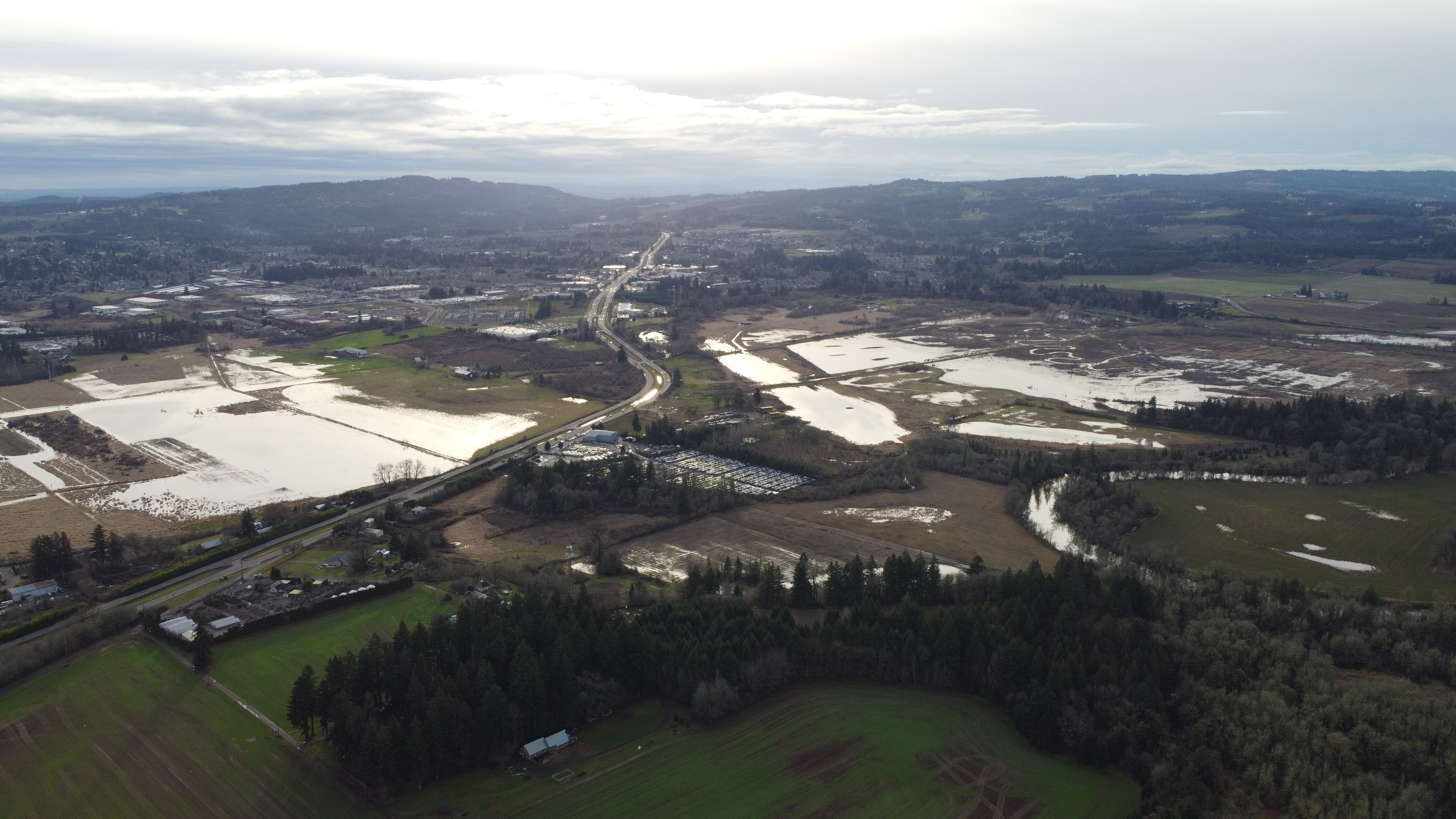
Шервуд (3 января 2021)

Почтовый департамент США начал отправлять почту в Шервуд 5 июля 1891 года. Статус города Шервуд официально получил в 1893 году.
Основной отраслью промышленности в 1890-х годах был завод по производству прессованного кирпича, который закрылся в 1896 году, став жертвой паники 1893 года. Клондайкская золотая лихорадка частично возродила экономику Шервуда.
В 2011 году город занял сотую строчку в списке «Лучшие места для жизни 2011 года» журнала «Money»; единственным городом Орегона опередившим Шервуд стал Уэст-Линн, который занял занял 69 место в общем зачёте. Всего через три года журнал «Money» поставил Шервуд уже на пятое место среди пятидесяти лучших мест для жизни в Соединенных Штатах.

## География
Согласно данным Бюро переписи населения США, общая площадь города составляет 4,31 квадратных мили (11,16 км2), вся эта территория приходится на сушу.

## Демография
Единственное официально отмеченное уменьшение числа жителей города было зафиксировано в период с 2020 по 2022 год (−2,1 %), до этого население города постоянно росло, иногда рекордными темпами (178,3 % с 1910 по 1920; 105,3 % с 1960 по 1970; 281,2 % с 1990 по 2000; 54,3 % с 2000 по 2010 гг.).